# Leslie Marr
Leslie Marr (n. 14 august 1922, Durham, Anglia, Regatul Unit al Marii Britanii și Irlandei – d. 4 mai 2021, Gimingham⁠(d), North Norfolk, Anglia, Regatul Unit) a fost un pilot englez de Formula 1 care a evoluat în Campionatul Mondial între anii 1954 și 1955.